# Narit Taweekul
Narit Taweekul (taj. หัตฐพร สุวรรณ, ur. 30 października 1983 w Nakhon Phanom) – piłkarz tajski grający na pozycji bramkarza.

## Kariera klubowa
Karierę piłkarską Narit rozpoczął w klubie Thailand Tobaco Monopoly z miasta Phichit. W 2004 roku zadebiutował w jego barwach w tajskiej Premier League. W 2005 roku wywalczył z nim mistrzostwo Tajlandii. Na początku 2006 roku przeszedł do BEC Tero Sasana. W 2007 roku wrócił do Tobaco Monopoly i jego bramki bronił przez kolejne dwa sezony. W 2009 roku podpisał kontrakt z klubem Pattaya United. W 2013 roku przeszedł do Bangkok Glass.

## Kariera reprezentacyjna
W reprezentacji Tajlandii Taweekul zadebiutował w 2006 roku. W 2007 roku został powołany do kadry na Puchar Azji 2007. Tam był rezerwowym bramkarzem dla Sinthaweechaia Hathairattanakoola i nie rozegrał żadnego spotkania.